# Eduard Mühlreiter
Eduard Mühlreiter (* 14. Juni 1874 in Salzburg; † 15. April 1954 in Hall in Tirol) war ein österreichischer Jurist und Politiker.

## Leben
Eduard Mühlreiter wurde als Sohn des Zahnarztes Eduard Mühlreiter (1839–1917), Gemeinderat und Ehrenbürger in Salzburg, geboren.
Mühlreiter besuchte in Salzburg das Gymnasium, von dem er wegen seiner Mitgliedschaft in einer verbotenen Mittelschulverbindung ausgeschlossen wurde. Nach seiner weiteren Schulzeit in Meran studierte er Rechtswissenschaften an der Universität Wien. Hier wurde er Mitglied des Akademischen Vereins der Salzburger Studenten in Wien, der heutigen akademischen Landsmannschaft der Salzburger zu Salzburg. Nach seinem Wechsel an die Universität Innsbruck wurde er 1893 Mitglied der Burschenschaft Germania Innsbruck. 1905 wurde er in Innsbruck zum Dr. iur. promoviert.
Nach seiner Zeit als Rechtsanwaltskonzipient wurde er 1911 Rechtsanwalt in Hall. Er wurde Mitglied der Großdeutschen Volkspartei, deren Ortsgruppe er in Hall leitete. 1925 wurde er für Hall Abgeordneter des Tiroler Landtags. Von 1927 bis 1929 war er als Ersatzmann im Tiroler Landtag.